# Hebe carnea
Hebe carnea é uma espécie de planta do gênero Hebe.